# ماتئو پیانو
ماتئو پیانو (ایتالیایی: Matteo Piano؛ زادهٔ ۲۴ اکتبر ۱۹۹۰) بازیکن والیبال اهل ایتالیا است. پیانو در حال حاضر عضو تیم ملی والیبال ایتالیا و باشگاه مودنا است. وی در سال ۲۰۱۶ در ترکیب تیم ملی ایتالیا به همراه دیگر بازیکنان تیم به مدال نقره المپیک ریو دست یافت.